# Дрю Гулак
Дрю Гулак (роден 28 април 1987) е американкси професионален кечист, който е подписал с WWE и тяхната марка Първична сила, както и с независимата компания Evolve. Компании, в който е работил включват Chikara, Dragon Gate USA, Pro Wrestling Guerrilla, Westside Xtreme Wrestling и Combat Zone Wrestling (CZW), където е бивщ Световен шампион в тежка категория на CZW, двукратен световен отборен шампион на CZW, телевизионен шампион на CZW и победител в Кралската битка в памет на Крис Кеш за 2005 г.

## Професионална кеч кариера

### Combat Zone Wrestling (2004-2016)
След като започва да тренира през 2004 между CZW и Chikara, Гулак дебютира в Maven Bentley Association, близка компания на CZW, в Northeast High School, Филаделфия, Пенсилвания на 16 април 2005. Шест месеца по-късно Гулак прави своя дебют в Combat Zone Wrestling на Надолу с лудостта Завинаги, шоу в памет на Крис Кеш, побеждавайки повече от 20 души в кралска битка на 10 септември 2005.
Гулак се обединява с друг ученик на CZW Анди Съмнър, заради неговото минало в аматьорската борба и миналото на Самбо граплинг на Съмнър. Заедно, познати като АнДрю печелят Световните отборни титли на CZW два пъти преди да се разделят през 2009, след като Съмнър оставя CZW и изчезва за известно време до самостоятелна поява през 2010.
След напускането през 2009, Гулак намира успех като индивидуален кечист, печелейки първата си индивидуална титла, Телевизионната титла в тел на CZW в началото на 2010, побеждавайки Тайлър Веритас на записване на Люлеене над плета.
Гулак е носител на титлата за 429, побеждавайки Ник Гейдж, Зак Сейбър, младши, Рич Суон и някои други, включително бившия си партньор Анди Сумнур, преди да загуби титлата от Ей Ар Фокс през юни 2011.
Докато е Телевизионен шампион Гулак започва да се характеризира като политически лидер и активист в рамките на компанията, говорейки открито срещу насилието, включително прочутото ултра-насилие на CZW и често командвайки съдиите, насочвайки действията си към любимеца на феновете от дълго време Ник Гейдж.
Гулак се намесва в мач между Ник Гейдж и звездата на Big Japan Wrestling и тогавашния Ултра-насилствен шампион без граници Юко Миямото на Смъртна клетка 12 и участва като специален съдя за мача. След като използва правилата за нормален кеч мач, Гейдж напада Гулак, карайки го да напусне мача, и да бъде заместен от друг съдя Това е последния път, в който двамата са заедно на един ринг.
На 30 декември 2010, Щатът Ню Джърси оповестява, че Ник Гейдж е заподозрян за обир на банка, за което той по-късно се предава и е осъден на 5 години затвор. Гулак, чувствайки се оправдан от този развой на събитията, продължава да се подиграват на бившия шампион на CZW на следващия месец, докато облича дрехите на Гейдж и се съюзява с бившия мениджър на Гейдж, Дюи Донван, използвайки го за „Личния преносвач на титлата“ и „Специалист по управление на инвестициите“.
През следващите месеци, Гулак продължава да говори за етични въпроси за насилието и лошото управление на CZW, използващ хвърлянето в затвора на Ник Гейдж като основен пример, както и историите на няколко други от злополучните кечиати, които са работили за компанията в миналото. Това привлича гнева на няколко членове като бившия трениращ партньор Дани Хевик, Джон Моксли и Девън Мур, което ги кара да го прекъснат, както и да го нападнат по време на неговата т.нар „време за платена презентация“. В отговор на това, Гулак наема Нуй Тофига, гигантски самоански борец, за да му стане „Пазач-служител“.
След като е носител на Телевизионната титла за повече от година, Гулак е победен за титлата от Ей Ар Фокс на Подготовка за Насилие 2 на 11 юни 2011 във Филаделфия. След мача, Гулак е подигран от Дани Хевик, който е носител на Ултра-насилствената титла без граници по това време. Гулак след това взима отпуск, за да обиколи Европа през лятото като посланик за CZW, докато компанията разширява международните си връзки, но не и преди обявяването, че той се опитва да разшири съюза си и да предоставя възможност на други кечисти, които невинаги могат да получат шанс да се бият в светлината на прожекторите. Тези мачове са под надзора на Донован и Тофига докато отсъства.
На Турнирът на смъртта 10, докато Гулак отсъства, Донован и Тофига се намесват по време на мача от първия кръг на Дани Хевик срещу Звездата от BJW Абдула Кобаяши, където Г-н Тофига хвърля Хевик от горното въже, върху няколко светлинни тръби, поставени извън ринга, коствайки му да загуби мачът.
След представянето на Александър Джеймс в групата на Гулак, двамата бивши приятели продължават да враждуват до май 2012 на Доказващи мотиви те се бият в мач без въжета с бодлива тел, в който Хевик тушира Гулак в средата на ринга, след кървава битка, включваща членове от групите на всеки от тях и други кечисти от състава.
На следващия месец Гулак убеждава Кимбър Лий да се присъедини към Кампанията за по-добра Combat Zone като активистка за правата на жените в кеча.
На Заплетена мрежа 6 на 10 август 2013, Гулак побеждава Масада и печели Световната титла на CZW. На Доказващи мотиви, Гулак губи титлата срещу Биф Бусик.

### Независими компании (2004-2016)
Извън CZW, Гулак работи за няколко независими компании по света.
Той работи за Beyond Wrestling, Dragon Gate USA, Evolve, Inter Species Wrestling и още. През 2013, той печели Турнирът Стилна битка за Evolve и по-късно участва в тунрира за 2014 на Развитие 31, 32 и 33, но губи турнира. На 1 март 2015, Дрю Гулак побеждава Томасо Чампа в мач с предаване на Beyond Wrestling. Гулак се появява на шоу на Wrestling Is Respect в Бърлигтън, Ню Джърси, губейки от Зелената мравка.
През август 2014, Гулак дебютира в Pro Wrestling Guerrilla, участвайки в третата годишна Битка на Лос Анджелис. Гулак се връща в PWG през февруари 205 2015, губейки от Крис Хиро.
През септември 2014, Гулак дебютира в Chikara на шоуто Кралете на Триос 2014 Нощ 3, партнирайки с другите членове от Клубът на Джентълмените Чък Тейлър, Ориндж Касиди и Суомп Монстър, губейки от Дружина по предаване (Евън Джелистико, Гари Джей, Пиер Абернати и Дейви Вега).
На 2 септември 2016, Гулак участва в турнира Крале на Триос 2016, като част от Отбор #CWC, заедно със Седрик Алекзандър и Джони Гаргано. Те са елиминирани от турнира в първия кръг от Тримата войници (Олег Узурпатора, Принцеса КимбърЛий и ТъндърФрог).

### WWE (2016-до сага)
На 7 май 2016, Гулак побеждава Трейси Уилямс на Развитие 61, класирайки се за предстоящия турнир на WWE, Полутежка класика. Турнирът започва на 23 юни, където Гулак побеждава Харв Сийра в първия кръг. На 14 юли, Гулак е елиминиран от турнира от Зак Сейбър, младши. Гулак се появява на 14 септември в епизод на WWE NXT, губейки от Идео Итами. На 26 септември, Първична сила, Гулак дебютира в главния състав, партнирайки с Линсе Дорадо, губейки от Рич Суон и Седрик Алекзандър.

## В кеча
- Финални ходове
  - Gu-Lock / University Stretch (Dragon sleeper с bodyscissors)[1][15]
  - Trailblazer (Inverted sharpshooter / Ankle lock комбинация) – усвоено[2][1][15]
  - Spine Splitter (Belly-to-back backbreaker)[1]
- Ключови ходове
  - Ankle lock[1]
  - Bataclan (Turnbuckle suplex)[1]
  - Diving clothesline[1]
  - Gulak Attack Corner clothesline, след running clothesline в тила на опонента)[1]
  - O'Connor roll (Roll-up)[1]
  - Running corner slingshot splash[1]
  - Scoop slam върху въжетата[1]
  - Single leg Boston crab, понякога предхождано от удари с пета[1]
  - Southern Lights Suplex (Inverted Northern Lights suplex)[1]
  - Tree of Woe, понякога последван от running corner dropkick[1]
- Прякори
  - University City Stretcher[1]
  - „Законния орел“[1]
  - „Кралския Бийгъл“
  - „Прмяната на играта“
  - „Пионера“
- Мениджъри
  - Родни Ръш[1]
  - Дюи Донован[1]
- Входни песни
  - Bro Hymn на Pennywise[1]
  - Stranglehold на Ted Nugent[1]
  - Beast на Nico Vega[1]
  - Rainbow in the Dark на Ronnie James Dio[1]
  - Tell It to My Heart на Taylor Dayne
  - Classic на Kenny Wootton и Harley Wootton[16]
  - Totally Drew на CFO$ (WWE; 2016 – )

## Шампионски титли и отличия
- Beyond Wrestling
  - Турнирът на Утрешния ден 3:16 (2014) – с Биф Бусик[17]
- Championship Wrestling from Hollywood
  - Наследствен отборен шампион на CWFH (1 път) – с Тимъти Трачър[18]
- Combat Zone Wrestling
  - Световен шампион в тежка категория на CZW (1 път)[8][10]
  - Световен отборен шампион на CZW (2 пъти) – с Анди Съмнър[8]
  - Телевизионен шампион в тел на CZW (1 път)[8]
  - Кралска битка в памет на Крис Кеш (2005)
  - Пети Трейно коронован шампион на CZW
- DDT Pro-Wrestling
  - Железен шампион в хевиметъл категория (1 път)[19]
- Evolve
  - Отборен шампион на Evolve (1 път) – с Трейси Уилямс[20]
  - Турнир Стилна битка (2013)[21]
- New York Wrestling Connection
  - Господар на ринга (2014)[22]
- United Wrestling Network
  - Отборен шампион на UWN (1 път) – с Тимъти Трачър[23]